# Axel-Herman Nilsson
Axel-Herman Nilsson (* 31. Dezember 1894 in Stockholm; † 12. Mai 1989 ebenda) war ein schwedischer Skispringer und Nordischer Kombinierer.
Bei den Olympischen Winterspielen 1924 in Chamonix startete Nilsson in der Kombination und im Spezialspringen. In der Kombination wurde er Fünfter und im Springen erreichte er den 6. Platz. Vier Jahre später trat er bei den Olympischen Winterspielen 1928 in St. Moritz noch einmal im Springen an und verpasste dabei mit dem 4. Platz hinter Alf Andersen, Sigmund Ruud und Rudolf Burkert nur knapp die Medaillenränge.